# Khajagoudanhatti, Chikodi
Khajagoudanhatti là một làng thuộc tehsil Chikodi, huyện Belgaum, bang Karnataka, Ấn Độ.